# Station Shuntokumichi
Station Shuntokumichi (俊徳道駅, Shuntokumichi-eki) is een spoorwegstation in de Japanse stad Higashiōsaka. Het wordt aangedaan door de Kintetsu Osaka-lijn (Kintetsu) en de Osaka Higashi-lijn (JR West). Beide lijnen hebben eigen stations, maar deze bevinden zich naast elkaar. Het station van de Osaka Higashi-lijn heet officieel JR Shuntokumichi.

Het station van Kintetsu heeft twee sporen aan twee zijperrons, het station van JR heeft twee sporen aan een eilandperron.

## Lijnen

### Kintetsu
| 1 | ■ Kintetsu Osaka-lijn | richting Kintetsu Yao, Kawachi Kokubu en Yamato-Yagi |
| 2 | ■ Kintetsu Osaka-lijn | richting Fuse en Osaka Uehommachi                    |

### JR West
| 1 | ■ Osaka Higashi-lijn | richting Hanaten |
| 2 | ■ Osaka Higashi-lijn | richting Kyūhōji |

## Geschiedenis
Het stationvan Kintetsu werd geopend in 1926, het station van JR in 2008. In 1976 werd het station van Kintetsu opgehoogd tot boven het maaiveldniveau.

## Overig openbaar vervoer
Bussen van Kintetsu.

## Stationsomgeving
De stations bevinden zich in een woonwijk, maar in de nabije omgeving zijn enkele restaurants en cafés gevestigd.
- 7-Eleven

Stations in aanbouw: Shin-Osaka · Nishi-Suita · Awaji · Miyakojima · Noe · Shigino 

Stations reeds in gebruik: Hanaten · Takaida-Chūō · JR Kawachi-Eiwa · JR Shuntokumichi · JR Nagase · Shin-Kami · Kyūhōji